# Parc del Miracle
El Parc del Miracle és un parc urbà de Tarragona protegida com a Bé Cultural d'Interès Local.

## Descripció
És el parc urbà més gran de Tarragona.
Hi ha zones diverses, tan amb contingut com amb acabats i conservació. La part més acurada és la de la "Font de Maginet" i la "Font de les granotes". Aquesta zona queda tancada per les interessants escales del Miracles, que comuniquen la Via Augusta amb el carrer de l'Arquebisbe Arce Ochotorena.
A la part baixa hi ha l'Amfiteatre Romà, continuant amb un bosquet de pins al peu del Balcó del Mediterrani.